# Grigoris Michalopoulos
Grigoris Michalopoulos (Γρηγόρης Μιχαλόπουλος; Tripoli, 11 agosto 1938 – 22 febbraio 2013) è stato un giornalista, editore e scrittore greco noto soprattutto per aver pubblicato una biografia non autorizzata sull'armatore Giannis Latsis, che suscitò le vive proteste di Marianna Latsis.
Ha studiato all'Università Panteio di Atene. Si è sposato con Iola Papanikolaou e dal matrimonio sono nati 2 figli.

## Carriera
Dal 1957 al 1967 è stato redattore del giornale Eleftheria
Nel periodo della dittatura militare, dal 1967 al 1973 ha pubblicato numerose riviste tra cui Auriga e Ourani.
Dopo la restaurazione della democrazia ha lavorato come redattore presso i giornali Ethnikos Kiryx e Athinaiki. 
È stato caporedattore della rivista Aeroporika Nea e editorialista della rivista Corriere economico di Christos Lambrakis.
Qualche anno dopo pubblicava un giornale proprio Eleftheri Ora.
Nel 1990 dava vita ad un canale privato Teletora
È iscritto all'ordine dei giornalisti di Londra. 
È membro della direzione del museo archeologico di Londra.

## Libri pubblicati
Ha scritto numerose antologie di poesie e numerosi libri tra cui
- La regina Federica di Grecia
- Storia dei re di Grecia
- Le personalità che ho conosciuto

Il suo libro più famoso rimane una biografia non autorizzata sul potente armatore greco Giannis Latsis dal titolo provocatorio: Giannis Latsis, il gangster. Il libro suscitò le vive proteste della famiglia, soprattutto della figlia del defunto armatore, Marianna che a più riprese sostenne che il libro era un semplice strumento con cui Michalopoulos tentò più volte di estorcere denaro al padre.

## La condanna per ricatto aggravato e continuato
Il 15 aprile 2004 Grigoris Michalopoulos fu condannato dal tribunale di Atene a 18 anni di carcere perché riconosciuto colpevole del reato di ricatto continuo ed aggravato ai danni degli imprenditori Teodoro Angelopoulos e Giannis Latsis e del reato di aver pubblicato notizie false. Veniva invece prosciolto dall'accusa di ricatto aggravato ai danni del sindaco di Vouliagmeni Grigoris Kasidokosta, ex marito di Marianna Latsis, dell'imprenditore Argyris Saliarelis e del vescovo di Zacinto Crisostomo.

## Onorificenze
- Nel 1992 ha ricevuto un premio dalla Fondazione Mpotsi per la sua attività di giornalista
- È stato insignito della croce d'oro dal patriarca ortodosso di Alessandria d'Egitto